# Molpàgores
Molpàgores (en llatí Molpagoras, en grec antic Μολπαγόρας) fou un orador i demagog de la ciutat de Cios a la costa de Bitínia.
Per la seva habilitat demagògica va aconseguir el poder suprem de l'estat de Cios. Polibi atribueix a aquest governant i als seus més propers col·laboradors, que la ciutat de Cios caigués en mans del rei Filip V de Macedònia l'any 202 aC. Titus Livi també en parla.